# Église Sainte-Marguerite de Mesnil-en-Ouche
Pour les articles homonymes, voir Église Sainte-Marguerite.
L'église Sainte-Marguerite est une église catholique située dans la commune déléguée de Sainte-Marguerite-en-Ouche, dans le département de l'Eure, région de Normandie. Elle date en grande partie des XIIe et XIIIe siècle.

## Localisation
Sainte-Marguerite-en-Ouche se trouve dans le pays d'Ouche, à 4 km de Beaumesnil et 2,5 km de Granchain. Les villes les plus proches sont Bernay à 10 km et Beaumont-le-Roger à 13 km.

## Historique
L'édifice est inscrit au titre des monuments historiques par arrêté du 22 mars 2019,.

## Description
Des peintures murales du XIIe siècle ont été découvertes en 2012 sous une couche d'enduits. Des fragments représentant la Cène, des pendus et saint Michel ont été restaurés. D'autres décors pourraient encore être mis au jour.